# Straszewo (województwo kujawsko-pomorskie)
Straszewo – wieś w Polsce położona w województwie kujawsko-pomorskim, w powiecie aleksandrowskim, w gminie Koneck.

## Podział administracyjny
Wieś duchowna, własność kapituły kujawskiej, położona była w 1785 roku w powiecie brzeskokujawskim województwa brzeskokujawskiego. Za II RP istniała gmina Straszewo. W latach 1975–1998 miejscowość położona była w województwie włocławskim. Sołectwo Straszewo, jest największym powierzchniowo sołectwem w gminie Koneck, zajmuje 1/3 powierzchni gminy.

## Położenie
Przez Straszewo przebiega droga nr 266 łącząca Ciechocinek z Koninem, a do około roku 1985 istniał tu dworzec kolei wąskotorowych.

## Historia

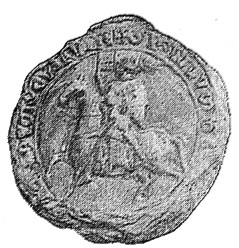
pieczęć Kazimierza I Kujawskiego

Wieś historycznie i geograficznie jest związana z Kujawami. Straszewo powstało na ziemiach przynależnych do kasztelani włocławskiej. Pierwsze pisane informacje o miejscowości Straszewo pochodzą z roku 1250, kiedy to Książę kujawski i łęczycki Kazimierz I (syn Konrada mazowieckiego) wymienił ją jako własność biskupów kujawskich. Kazimierz I 6 października 1250 w Sieradzu podpisał dokument, w którym zatwierdza biskupom kujawskim wszelkie prawa i przywileje, dotyczące ich posiadłości na ziemiach książęcych. Są tam wymienione wszystkie dobra biskupie, wśród których wymienia Straszewo jako starodawną posiadłość biskupów kujawskich. Straszewo wchodziło w skład tzw. Klucza Raciąskiego Ziemskich Posiadłości Biskupstwa Kujawskiego (z ośrodkiem na zamku w Raciążku). Oprócz Raciążka w Kluczu Raciąskim znajdowały się: Straszewo, Brzoza, Siarzewo, Chlewiska, Turzno, Mleczkowo, Przybysław, Podole, Brzeźno, Niestuszewo, Dąbrowa oraz Tupadły. Straszewo wchodziło w skład Klucza Ziemskich Posiadłości Biskupów Kujawskich do czasów pierwszego rozbioru (do 1772 roku). W XIV wieku do Ogończyków – jednego z najstarszych historycznie polskich rodów – potomków Wojsława – piastuna, a potem stolnika Bolesława Krzywoustego reprezentującego możnowładztwo bardzo starej daty należało ponad 30 wsi kujawskich skupionych w czterech kluczach. Klucz Zakrzewski obejmował 4 wsie w parafiach: Straszewo, Chlewiska, Straszewo i Krzywosądz. Po ukształtowaniu się w XIV i XV wieku podziału Polski na Kujawach Brzeskich Straszewo weszło w skład powiatu brzeskiego i w takiej przynależności przetrwało okres wojen szwedzkich i zaborów. Początkowo znajdowało się pod panowaniem pruskim, a w okresie wojen napoleońskich w latach 1807-1815 w obrębie Księstwa Warszawskiego. Po utworzeniu Królestwa Polskiego w 1815 roku znalazło się pod zaborem rosyjskim, w Guberni Warszawskiej w powiecie nieszawskim. W okresie tym Straszewo posiadało drewniany kościół parafialny, szkołę początkową, olejarnię (olejarnia działa jeszcze w latach 60. XX w.), kopalnię torfu. Według "Słownika geograficznego Królestwa Polskiego i innych krajów słowiańskich" pod Redakcją Bronisława Chlebowskiego, w roku 1885 Straszewo posiadało 16 budynków murowanych, 4 drewniane i wraz z osadą Czajki zajmowało powierzchnię 741 mórg (502 mórg roli, 66 mórg łąk, 13 mórg pastwisk, 25 mórg nieużytków). Natomiast w 1827 r. Straszewo posiadało 22 domy i 256 mieszkańców. W skład dóbr Straszewa, obejmujących 1118 mórg wchodziły: Brudnowo, Brudnówek, Czajki, Ossówka, Rybno. Zazdromin (niem. Zamara).
Istotny wpływ na rozwój Straszewa na początku XX wieku miały:
- Budowa linii kolei wąskotorowej na odcinku Dobre – Straszewo – Aleksandrów Kujawski. Linia kolejowa została zbudowana w latach 1908–1914 przez armię rosyjską.
- Budowa drogi państwowej z Radziejowa do Piotrkowa Kujawskiego i Sompolna oraz na północ przez Dobre i Straszewo do Aleksandrowa Kujawskiego (od roku 1919).

Po zakończeniu I wojny światowej Straszewo należało do województwa warszawskiego, a od 1938 roku do województwa pomorskiego. W 1950 roku Straszewo znalazło się w województwie bydgoskim. Od roku 1950 do czasu kolejnej reformy administracyjnej Straszewo było siedzibą Prezydium Gromadzkiej Rady Narodowej w Straszewie. W roku 1975 w wyniku następnej reformy administracyjnej, Straszewo znalazło się w województwie włocławskim, w gminie Koneck. W wyniku zmian administracyjnych w roku 1975 znaczenie Straszewa zmniejszyło się kosztem Konecka. Po reformie administracyjnej w 1999 roku Straszewo znalazło się w województwie kujawsko-pomorskim i powiecie aleksandrowskim.
Akt z 1250 r. zalicza Straszewo do rzędu starodawnych posiadłości biskupów kujawskich (Ulanowski, Dokum. kujawskie). Wieś po zajęciu dóbr biskupich przez rząd pruski weszła w skład dóbr rządowych, następnie (po 1827 r.) przeszła na własność prywatną. W gminie Straszewo (w dobrach Święte) istniała fabryka mączki ziemniaczanej. Od roku 1892 do lat 60. XX wieku Straszewie działał wiatrak typu paltrak. W roku 1928 oddano do użytku nowy budynek szkoły.

## Kampania wrześniowa 1939

### Działania oddziałów piechoty
Straszewo i okolice w czasie kampanii wrześniowej 1939 r.
W kilka dni po wybuchu II wojny światowej drogi Straszewa i okolic zapełniły się uchodźcami szukającymi schronienia przed groźbą i zniszczeniem wojny. Uciekinierzy obarczeni swoim najcenniejszym dobytkiem zdążali pieszo, furmankami, samochodami oraz innymi środkami lokomocji w kierunku Kutna (w kierunku południowo-wschodnim). Przemieszczenia ludności wymuszone działaniami wojennymi odbywały się dniem i nocą. W kampanii wrześniowej 1939 r. Straszewo znalazło się w strefie działań bojowych 15 Dywizji Piechoty, która wycofywała się przez teren Kujaw po klęsce w tzw. korytarzu gdańskim i po oddaniu Bydgoszczy. Po opuszczeniu Bydgoszczy 15 Dywizja Piechoty zgromadziła swoje siły na linii Bydgoszcz – Brzoza – Łęgnowo na linii Łęgowo – Jez. Jezuickie – Kobylarniana. 6 września 1939 r. stoczyła ciężką walkę z niemiecką 50 Dywizją Piechoty. Po 6-godzinnym boju 15 Dywizja Piechoty w ciągłych walkach wycofała się w rejon Gniewkowa. W nocy z 7 na 8 września 1939 zgodnie z rozkazem dowódcy dywizji – gen. bryg. Zdzisława Przyjałkowskiego 15 Dywizja Piechoty wyruszyła w kierunku Osięcin, Woli Skarbkowej, Cukrowni Brześć Kujawski, Redecz Krukowy. Przeszkodą w wykonaniu rozkazu było zmęczenie żołnierzy, jak również ogromne zatłoczenie dróg kolumnami taborowymi i pojazdami cywilnych uciekinierów. Setki wozów z cywilnymi uciekinierami hamowały przemarsze i wprowadzały rozprzężenie wśród wojska. Dlatego też gen. Przyjałkowski, dla zatrzymania dalszego potoku uciekinierów, nakazał rozrzucanie ulotek z apelem do ludności, aby pozostawała w swoich miejscach zamieszkania. Ulotki były zrzucane z samolotów II plutonu 46 Eskadry Obserwacyjnej stacjonującej na lotnisku polowym Walentynowo kolo Zakrzewa. Skutki tej propagandy były jednak znikome. Z rejonu Gniewkowa jednostki 15 Dywizji Piechoty przesuwały się trzema trasami:
- drogami przez Lipie – Murzynno – Straszewo – Koneck – Łowiczek – Bądkowo,
- drogami przez Murzynno – Dąbrowę Biskupią – Siniarzewo, oraz drogami przez Dąbrowa Biskupią – Sędzin – Krzywosądz.

8 września jednostki 15 Dywizji Piechoty osiągnęły linię kanałów Parchańskiego i Bachorze grupując się w rejonach: Bądkowo, Straszewo, Sędzin. Następnie oddziały 15 Dywizji Piechoty kierowały się w kierunku Brześcia Kujawskiego, a następnie w rejon Osięcin, gdzie 10 września 1939 wraz z 27 Dywizją Piechoty wzięła udział w bitwie pod Osięcinami.

### Działalność lotnictwa myśliwskiego

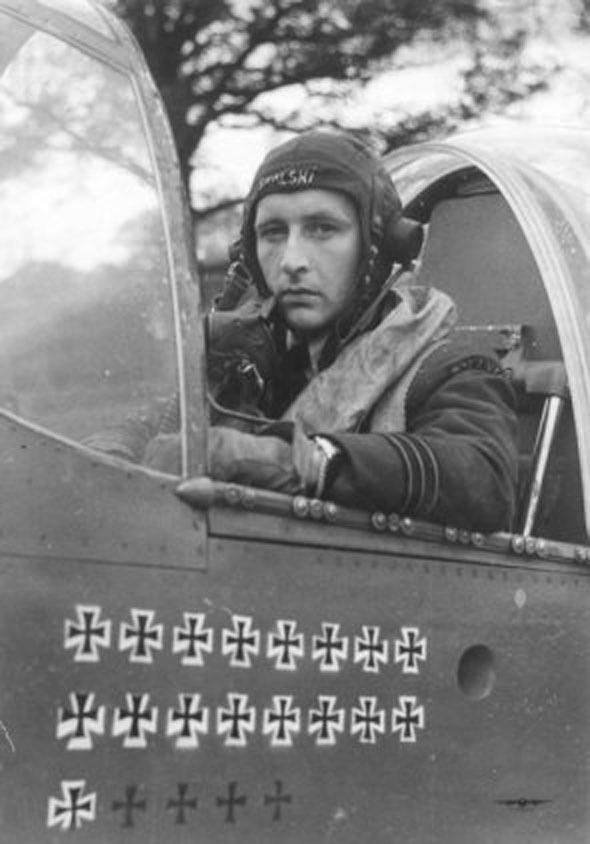
Stanisław Skalski – generał lotnictwa, najlepszy polski as myśliwski okresu II wojny światowej. Odznaczony Złotym Krzyżem Virtuti Militari, uczestnik walk nad Poczałkowem

W kampanii wrześniowej Armii "Pomorze" dowodzonej przez generała dywizji Władysława Bortnowskiego przypadło zadanie osłony północno-zachodniej granicy kraju do linii Nakło – Inowrocław oraz ewentualne zabezpieczenie Gdańska przed agresją Niemiecką. W związku z powyższym zostały przydzielone jej dywizje piechoty, które rozciągnięto równomiernie na całym odcinku wzdłuż granicy. Armii "Pomorze" przydzielono również siły lotnicze pochodzące w całości z 4 Pułku Lotniczego. Poza tym do zadań lotnictwa myśliwskiego należała osłona działań lotnictwa rozpoznawczego i łącznikowego armii, oraz bezpośrednie wspieranie działania wojsk lądowych. W związku wykryciem przez niemiecki samolot lotniska polowego w Markowie 4 września przystąpiono do ewakuacji dotychczasowego lotniska na lotnisko zapasowe w Kaczkowie koło Gniewkowa. Jednak po wylądowaniu kap. Tadeusz Rolski podjął decyzję o zmianie lokalizacji lotniska polowego z uwagi na pokaźne zapasy bomb lotniczych w pobliskim lesie, co dyskwalifikowało obiekt jako miejsce bazowania. Kap. Tadeusz Rolski postanowił zawrócić dywizjon i znaleźć nowe miejsce bazowania w dniu następnym. Jeszcze tego samego dnia przystąpiono do zmiany lotniska. Nowe lotnisko zostało zorganizowane w Poczałkowie koło Straszewa. To właśnie w okolicach lotniska w Poczałkowie piloci III/4 Dywizjonu stoczyli z lotnictwem niemieckim największą bitwę w kampanii wrześniowej. Lotnisko znajdowało się na trasie przelotu formacji niemieckiej złożonej z 24 samolotów Ju–87 osłanianych przez 15 myśliwców Bf–109 i Bf–110. W bitwie wzięli udział następujący piloci:
- Piloci 141 Eskadry Myśliwskiej: ppor. Lech Lachowicki, por. Marian Pisarek, ppor. Władysław Różycki, ppor. Franciszek Czajkowski, którzy strącili w sumie w junkersy Ju–87.
- Piloci 142 Eskadry Myśliwskiej: kap. Mirosław Leśniewski, por. Wacław Wilczewski, por. Zieliński, pdpor. Stanisław Skalski oraz pchor. Stanisław Kogut i pchor. Karol Pniak.

Ppor. Stanisław Skalski wraz z innymi pilotami uszkodził rozpoznawczego dorniera, a następnie, podczas intensywnej walki nad majątkiem Poczałkowo, gdzie bazował Dywizjon Toruński, skutecznie ostrzelał bombowiec nurkujący Junkers Ju-87. Po bitwie nad Poczałkowem Stanisław Skalski został uznany za najskuteczniejszego polskiego lotnika tego okresu i pierwszym alianckim asem II wojny światowej Tytuł asa, przysługujący pilotowi, który zestrzelił 5 lub więcej nieprzyjacielskich samolotów został wprowadzony w okresie I wojny światowej. Łącznie w bitwie nad Poczałkowem Niemcy stracili 5 samolotów. Lotnicy polscy także ponieśli bolesną stratę w postaci ciężkiego poparzenia dowódcy kapitana Mirosław Leśniewskiego, który został odwieziony do szpitala w Aleksandrowie Kujawskim. Po południu eskadra przebazowana została na lotnisko w Osięcinach, dowództwo przejął porucznik Wacław Wilczewski.

## Ważne wydarzenia

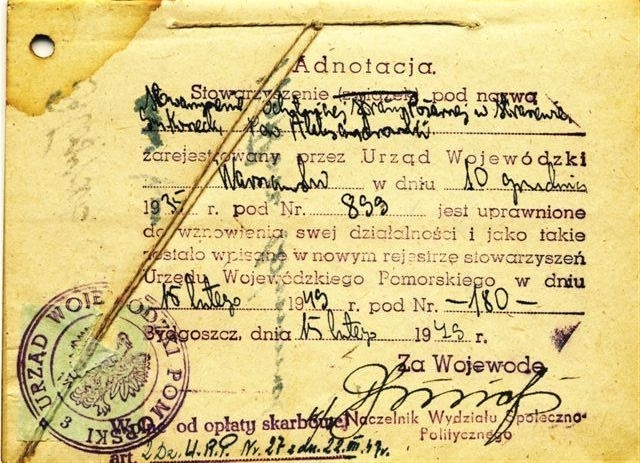
Potwierdzenie rejestracji Stowarzyszenia OSP w Straszewie (Ostatnia strona w Statucie Stowarzyszenia OSP w Straszewie)

- 6 października 1250 – Kazimierz I (Konradowic) Książę kujawski i łęczycki w Sieradzu podpisał dokument, w którym zatwierdza biskupom kujawskim wszelkie prawa i przywileje, dotyczące ich posiadłości na ziemiach książęcych. Są tam wymienione wszystkie dobra biskupie, wśród których wymienia Straszewo jako starodawną posiadłość biskupów kujawskich
- 29 października 1690 – Biskup włocławski Piotr Paweł Odrowąż Mieczkowski poświęcił kościół w Straszewie
- 17 czerwca 1792 – Biskup włocławski Marcin Chyczewski poświęcił kościół pw. św. Marcina w Straszewie
- 1904 r. – Powstaje Jednostka Ochotniczej Straży Pożarnej
- od 1908 do 1914 – Budowa linii kolei wąskotorowej na odcinku Dobre – Straszewo – Aleksandrów Kujawski
- 1919 r. – Radziejów odzyskał prawa miejskie. W Nieszawie uchwalono budowę drogi państwowej z Radziejowa do Piotrkowa Kujawskiego i Sompolna oraz na północ przez Dobre i Straszewo do Aleksandrowa Kujawskiego
- 1 lipca 1925 – Weszło w życie Rozporządzenie Ministra Spraw Wewnętrznych z dnia 20 lutego 1925 o zmianie granic gmin wiejskich: Raciążek, Lubanie i Straszewo w powiecie nieszawskim
- 1928 r. – Oddano do użytku nowy budynek szkoły powszechnej
- 15 lutego 1949 – Z inicjatywy Edmunda Kotlarza wznowiło swoją działalność i jako takie zostało wpisane w nowym rejestrze stowarzyszeń Urzędu Wojewódzkiego Pomorskiego w Bydgoszczy Stowarzyszenie Ochotniczej Straży Pożarnej w Straszewie. Członkami-założycielami Stowarzyszenia byli: Antoni Oczki, Franciszek Potęga, Wacław Lewandowski, Szczepan Świercz, Tadeusz Milewski, Antoni Lewandowski, Władysław Różycki, Jan Lewandowski, Czesław Gumiński, Marian Jaroszewski, Wacław Nowaczyk, Kazimierz Błaszak, Jan Oczki oraz Edmund Kotlarz – komendant Stowarzyszenia
- 1952 r. – Do Straszewa dociera elektryfikacja. Prąd elektryczny dociera do gospodarstw i budynków mieszkalnych

## Komunikacja

### Drogi kołowe
Przez Straszewo przebiega droga wojewódzka
- Ciechocinek – Służewo – Radziejów – Sompolno – Konin

Oraz drogi gminne:
- nr 160401C Zazdromin – Straszewo – Chlewiska
- nr 160402C Zazdromin – Straszewo
- nr 160403C Straszewo – Chlewiska
- nr 160404C Chromowola – Straszewo
- nr 160434C Straszewo – Zapustek
- nr 160436C Kol. Straszewo – Przybranówek
- nr 160609C Straszewo – Gęsin
- nr 150606C Chlewiska – Straszewo

### Drogi kolejowe
W roku 1914 uruchomiono sieć kolei wąskotorowej na trasie Dobre Kujawskie – Aleksandrów Kujawski Wąskotorowy. Tą drogą odbywał się ruch towarowy i osobowy. Do składu pociągu towarowego dołączony był jeden wagon osobowy. Bilety można było nabyć w pociągu od konduktora. Młodzież dojeżdżająca do szkół oraz dojeżdżający pracownicy mogli wykupić bilety miesięczne. Pociąg zatrzymywał się na następujących stacjach:
- Dobre Kujawskie
- Krzywosądz
- Bachorza Aleksandrowska
- Sędzinek
- Zakrzewo Kujawskie
- Seroczki
- Straszewo Wieś
- Straszewo Kolonia
- Przybranowo
- Wólka Służewo
- Ośno
- Aleksandrów Kujawski Wąskotorowy

Długość linii Dobre Kujawskie – Aleksandrów Kujawski Wąskotorowy wynosiła 27 km. Uzupełnieniem tej sieci były linie Straszewo – Koneck (zbudowana między rokiem 1922 a 1928, o długości 5 km) i Przybranowo – Tuczno – Kruszwica (o długości 160 km), na których odbywał się ruch towarowy. Sieć była głównie wykorzystywana do przewozu buraków cukrowych od plantatorów do cukrowni w miejscowościach Dobre i Tuczno oraz przewozu wytłoków (wysłotków) z cukrowni do plantatorów. W roku 1985 linia kolejowa na odcinku Dobre Kujawskie – Aleksandrów Kujawski Wąskotorowy została zamknięta dla ruchu pasażerskiego i towarowego. 2 czerwca 2001 na trasie Tuczno – Przybranowo – Straszewo – Dobre Kujawskie (długości 75 km) odbył się turystyczny przejazd pociągiem specjalnym. Obecnie linia kolejowa Straszewo – Koneck i Straszewo – Aleksandrów Kujawski Wąskotorowy są rozebrane.

## Turystyka i zabytki

### Kościół drewniany pw. św. Marcina Biskupa

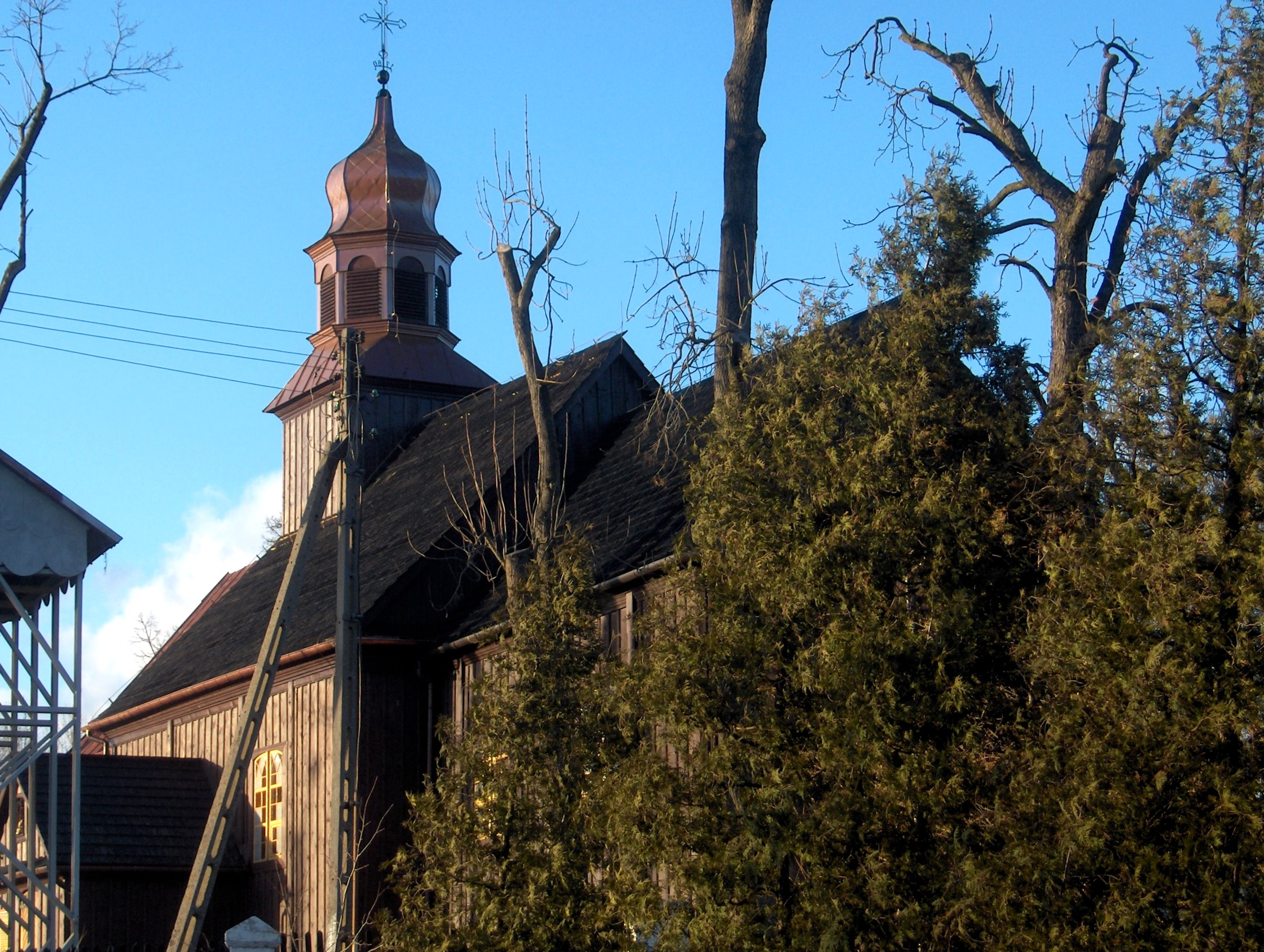
Kościół pw. św. Marcina w Straszewie
(widok z drogi na Koneck)

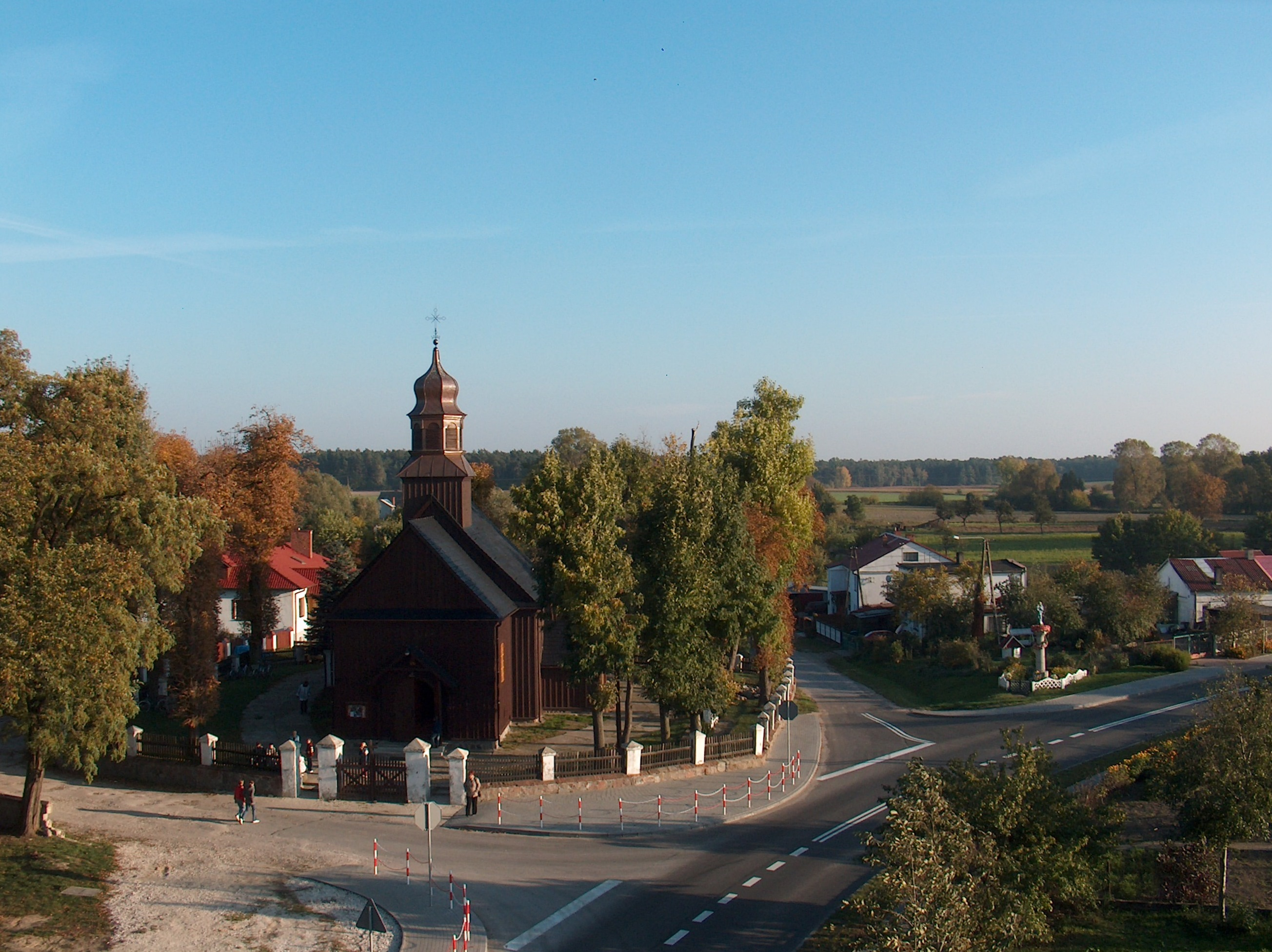
Kościół pw. Św. Marcina w Straszewie – Widok od strony północnej

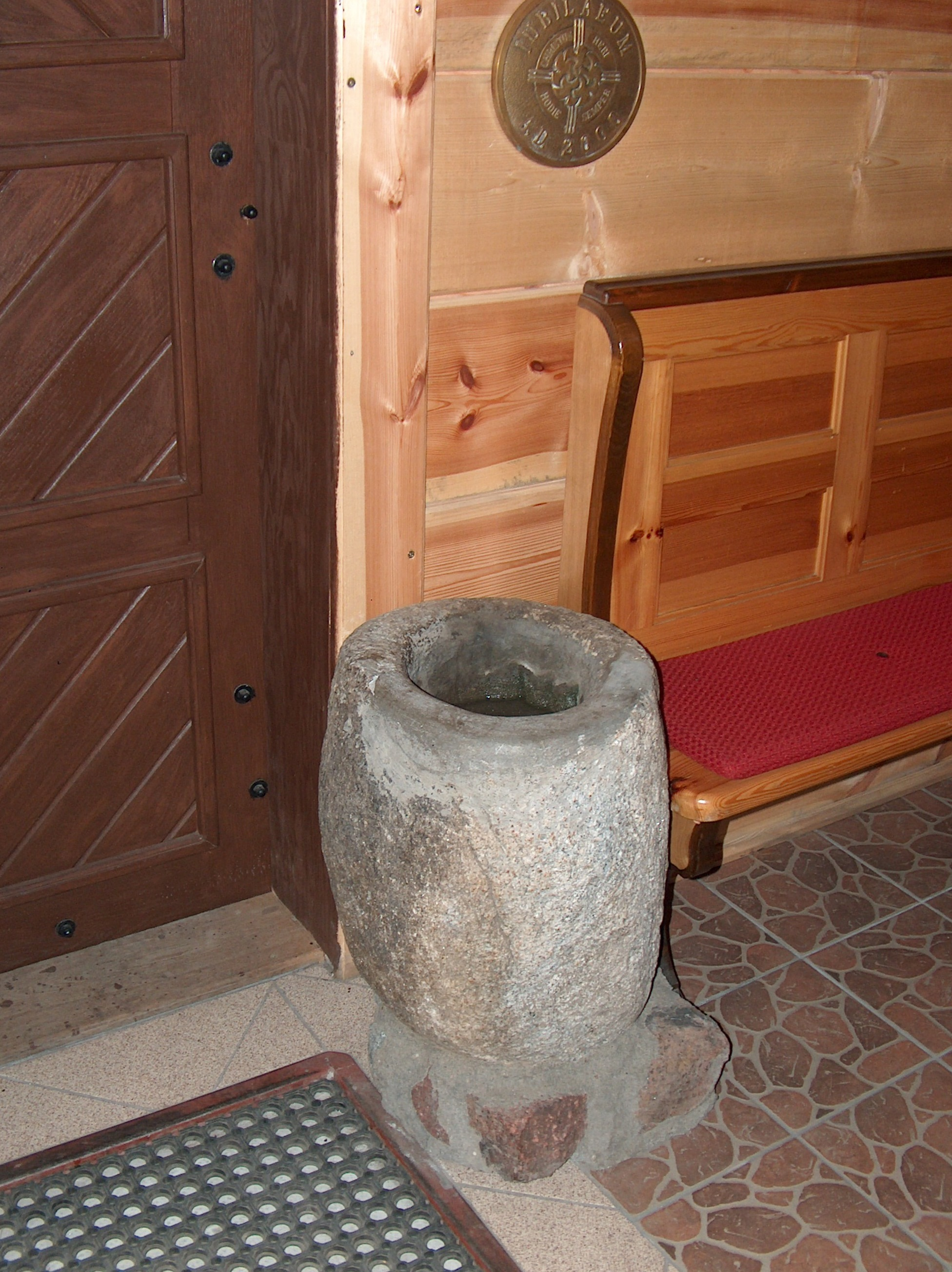
Kamienna kropielnica z XIV wieku z wyżłobieniem w kościele pw. Św. Marcina w Straszewie

Najciekawszym obiektem zabytkowym Straszewa jest kościół parafialny (parafii rzymskokatolickiej) pw. św. Marcina Biskupa. Jest to kościół drewniany, o konstrukcji zrębowej, oszalowany, wzmocniony elementami zabezpieczającymi przed wyboczeniem, tzw. lisicami. Posiada przybudówki o konstrukcji słupowej. Zakrystia murowana, dobudowana w latach 1878-1880.
Założycielami parafii św. Marcina Biskupa oraz fundatorami kościoła byli biskupi kujawscy. Parafia była erygowana przed 1325. Dokładna data budowy pierwszego kościoła nie jest znana. Kościół kilkakrotnie odbudowano. Pod koniec XVI wieku kościół był w bardzo złym stanie i krótko po roku 1626 został zniszczony przez huragan. W latach 1631–1641 został wzniesiony nowy kościół przez biskupa Macieja Łubieńskiego. Według ustnych podań mieszkańców kościół ten został spalony podczas najazdu szwedzkiego. Kościół został odbudowany w roku 1687. Niecałe sto lat później nastąpiło ponowne zniszczenie kościoła na skutek pożaru. Kościół odbudowano w roku 1780 (według innych źródeł w 1781 roku). Obecny drewniany kościół z 1780 r. jest czwartym z kolei wybudowanym w tym miejscu. Kościół ten był odnawiany w latach 1878–1880, 1894 i 1928 oraz w latach 60. XX w. (odnowa wnętrza kościoła, w tym polichromii).
Wewnątrz kościoła:
- Profilowana belka tęczowa z gotycką grupą rzeźbiarską "Ukrzyżowanie" (krucyfiks Matka Boska i św. Jan) z XVI wieku
- Organy prawdopodobnie z XVII wieku, lub starsze.
- Polichromia z 1894 roku, przemalowana w 1928 roku o charakterze ludowo-barokowym
- Cztery ołtarze rokokowe z połowy XVIII w.
- Dwie kamienne kropielnice (podobno pochodzące z XIV w.)
- Relikwiarz z 1558 roku
- Wczesnobarokowy kielich
- Zabytkowe krypty zlokalizowane pod prezbiterium
- Żelazne, nitowane drzwi, prowadzące z zakrystii do prezbiterium, które przetrwały wszystkie pożary i nawałnice.

Kościół 1 czerwca 1955 r. został wpisany do rejestru zabytków d. woj. bydgoskiego pod nr 313 (tzw. stary rejestr), a 17 lutego 1981 r. do rejestru d. woj. włocławskiego pod nr 29/A. 4 listopada 2005 r. kościół został wpisany do rejestru zabytków Województwa Kujawsko-Pomorskiego pod nr A/447.

### Zespół dworsko-parkowy z połowy XIX w.

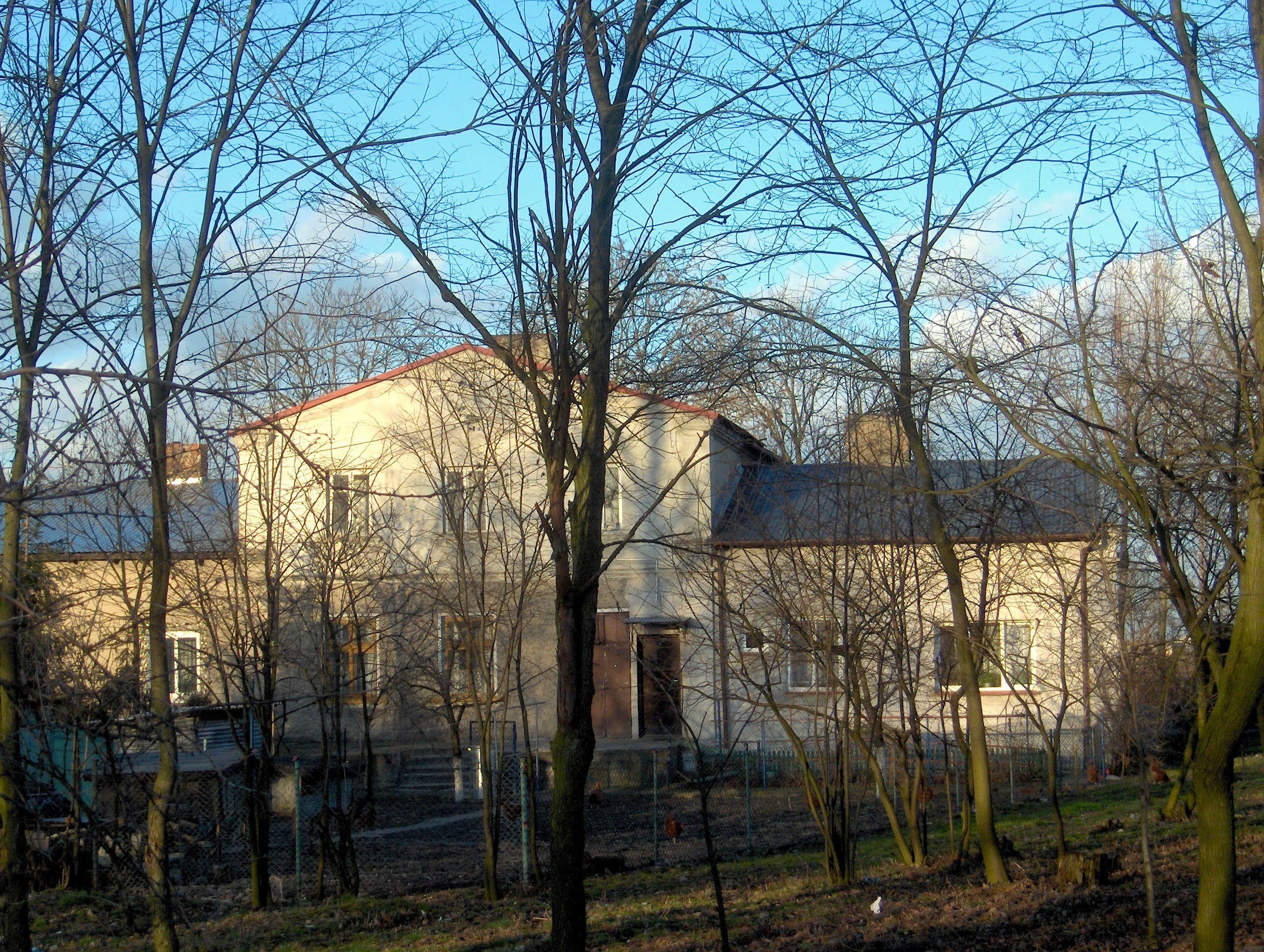
Dwór z XIX wieku w Straszewie

W Straszewie znajduje dwór z parkiem krajobrazowym się z połowy XIX w.. Do czasu II wojny światowej właścicielem dworu była rodzina Sulimierskich. Po wojnie w części dworu zlokalizowano siedzibę Prezydium Gminnej Rady Narodowej w Straszewie. W innej części dworu mieścił się Urząd Pocztowy. W pozostałych pomieszczeniach znajdowały się mieszkania komunalne.

### Parafialny cmentarz rzymskokatolicki
Straszewo posiada zabytkowy cmentarz. Na cmentarzu znajduje się kaplica, którą z grobami familijnymi wystawił dziedzic dóbr Seroczki Józef Bogatko herbu Pomian.

### Przydrożne figury i kapliczki

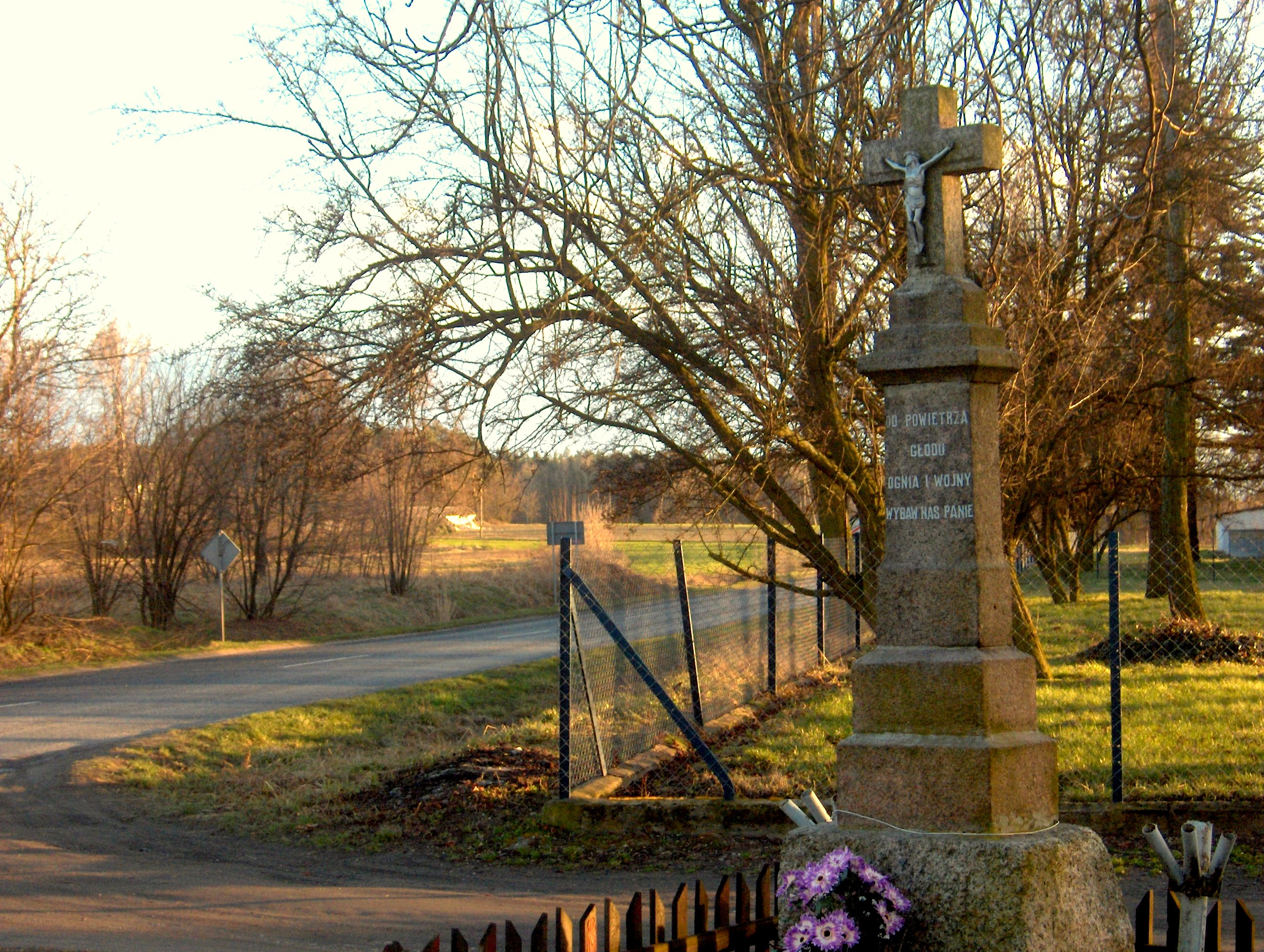
Przydrożny krzyż w Straszewie (Fundacja: Bronisław Sulimierski – 1915 r.)

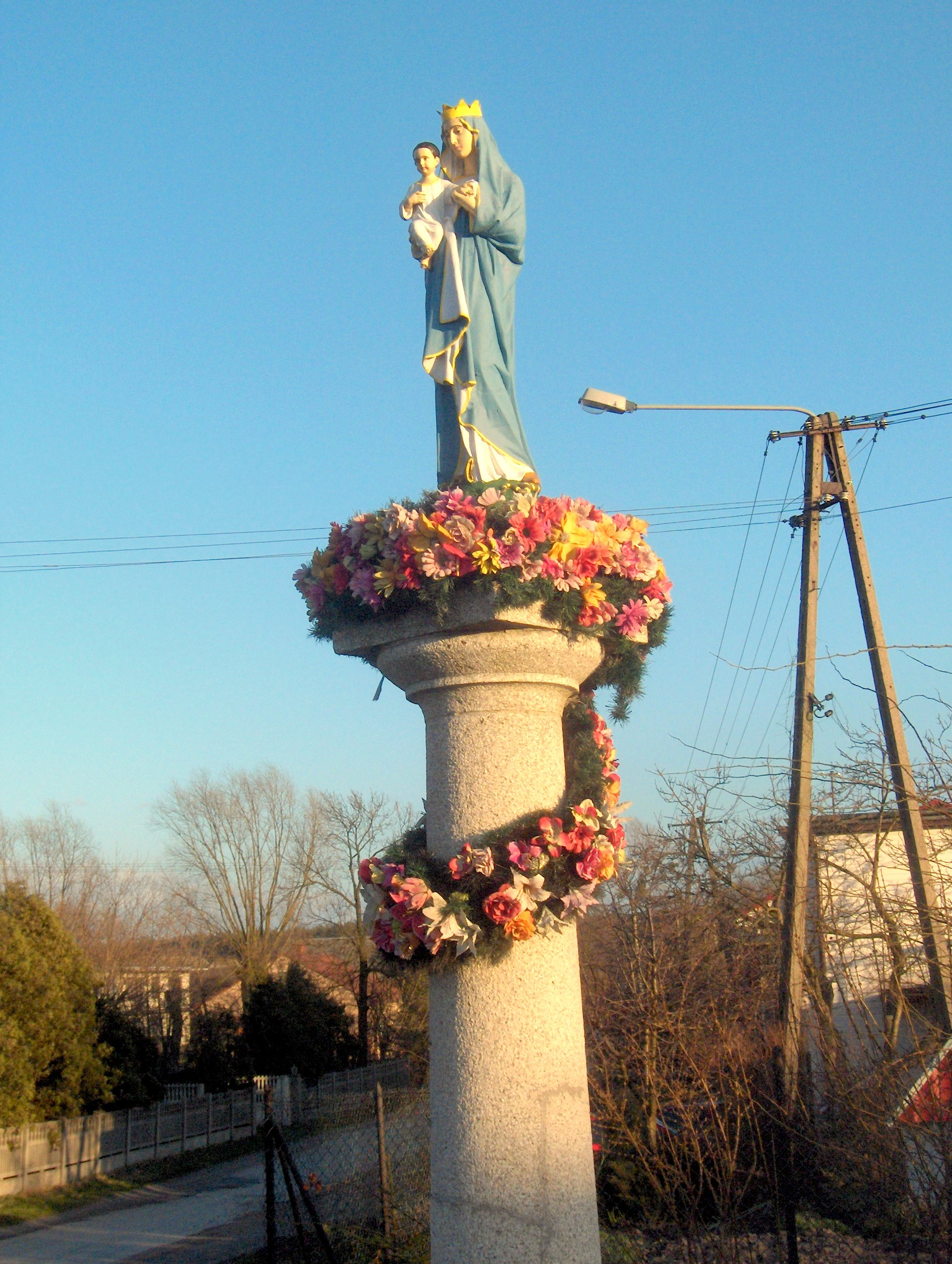
Figura Matki Boskiej w Straszewie

Straszewo posiada kilka przydrożnych figur i kapliczek, będących pomnikami sakralnej kultury, a zarazem świadkami i pamiątką dziejów Straszewa.

### Szlaki Turystyczne
Przez Straszewo przebiegają Szlaki Turystyczne:
- Szlak Powstania Styczniowego na Kujawach: Aleksandrów Kujawski (0) – Służewo (7 km) – Straszewo (15 km) – Zakrzewo (20 km) – Dobre (30 km) – Radziejów (37 km) – Piotrków Kujawski (47 km) – Wójcin (51 km) – Sompolno (66 km) – Babiak (80 km) – Izbica Kujawska (95 km) – Lubraniec (109 km) – Brześć Kujawski (118 km) – Włocławek (131 km)
- Linki do szlaków turystycznych

Szlaki turystyczne powiatu aleksandrowskiego

## Tradycje, zwyczaje, obrzędy
- W Straszewie przetrwał do dziś zwyczaj "Chodzenia z kozą". W tłusty tydzień w wesołym pochodzie wędrują po wsi przebierańcy, wśród których można spotkać: kozę, konia, bociana, kominiarza, diabła, śmierć, doktora, babę i dziada. Początki zabaw, połączonych z przebieraniem się sięgają średniowiecza. W ostatnie dni zapustne, zwane ostatkami odbywały się huczne zabawy i uczty. Zajadano się tłustymi słodkościami, jak racuchy, pączki, faworki, bliny i pampuchy oraz ciastem nadziewanym słoniną i smażonym na smalcu. Stąd pochodzi nazwa "tłusty czwartek.
- Co roku od Wielkiego Piątku do Rezurekcji strażacy Ochotniczej Straży Pożarnej w stroju galowym, w hełmach, z halabardami pełnią wartę przed grobem Pana Jezusa. Podczas Rezurekcji strażacy padają na ziemię "nieprzytomni".
- Jeszcze w latach 60. XX w. w Straszewie kontynuowana była tradycja przywoływek. W pierwszy dzień Świąt wielkanocnych młodzi kawalerowie wchodzili na wysokie drzewa i wykrzykiwali rymowane hasła, za pomocą których wywoływali dziewczyny ze wsi. Wywołane dziewczyny w Poniedziałek Wielkanocny czekało oblewanie woda. Wywoływano także imię chłopaka, który miał je wykupić. W Poniedziałek Wielkanocny przywoływki kończyły się dyngusem, który przetrwał również w innych regionach kraju.
- Przetrwał stary ludowy zwyczaj finalizowania transakcji handlowych, tzw. litkup. Kontrahenci podczas licytacji w obecności świadków i pośredników wzajemnie, głośno uderzają się w dłonie. Licytacja połączona jest z poczęstunkiem na koszt nabywcy, co czyni akt kupna-sprzedaży nieodwracalnym.

### Gwara, regionalizmy językowe
Do dziś zachowała się tutaj charakterystyczna gwara świadcząca o odrębności kulturowej Kujawiaków. W historii Straszewa miejscowa gwara stanowiła poczucie wspólnoty i źródło kultury duchowej. Dawała poczucie inności i odrębności kulturowej Kujawiaków i straszewiaków. Dające się w niej zauważyć wpływy języków rosyjskiego, niemieckiego, języka jidysz, a także wpływy językowe regionów ościennych stanowią świadectwo bogactwa historii miejscowego języka i jako elementy ekspresyjne wzbogacają go. Warunki, w jakich kształtowała się gwara w okolicach Straszewa można przyrównać do warunków na terenach pogranicza. Straszewo wielokrotne zmieniało swoją przynależność administracyjną i państwową (zabory, okupacja). Tak jak w przypadku pogranicza okolice Straszewa stanowiły często obszar stykających się kultur, różnych grup etnicznych i narodowych. Na skutek oddziaływania na siebie wzajemnie się warunkujących i uzupełniających czynników geograficznych (terytorialnych), językowych i kulturowych wykształciła się swoista gwara charakterystyczna dla okolic Straszewa. Poza wyżej wymienionymi czynnikami na miejscową gwarę miały wpływ: ogólnopolski język urzędowy i język kościelny.

## Podania i legendy
- Kiedyś, gdy w okolicach Straszewa trwały działania wojenne parafianie z proboszczem w obawie przed kradzieżą i zniszczeniem postanowili ukryć szaty, naczynia liturgiczne i inne cenne przedmioty z miejscowego kościoła. Zostały one zakopane w ziemi w pobliżu strumienia-dopływu Tążyny przepływającego przez Straszewo. Po zakończeniu tej operacji sporządzono szczegółowy spis ukrytych skarbów oraz dokładny opis miejsca ich ukrycia. Starzy ludzie ze Straszewa opowiadali, że skarby nigdy nie zostały odnalezione, a w miejscu gdzie zostały zakopane w nocy czasem zapalają się ogniki. Uważano, że to właśnie owe skarby spod ziemi tak błyszczą. Po II wojnie światowej odszukania skarbów podjął się gospodarz ze Straszewa – Jan Gawroński (1898-1974). Twierdził, że zna treść notatki sporządzonej na okoliczność ukrycia kosztowności i że są one ukryte na jego polu. Janowi Gawrońskiemu, mimo wiedzy jaką posiadał nie udało się odnaleźć skarbów z uwagi na niewystarczającą liczbę elementów sytuacyjnych w terenie do jednoznacznego wyznaczenia miejsca ich ukrycia. W szczególności nie było śladu po dębie, do którego podano domiar liniowy.
- Stare podania mówią, że w okresie, kiedy na Kujawach panowała epidemia cholery, w okolicach Straszewa zmarło na tę chorobę wiele osób. Ich zwłoki były grzebane na wydzielonym cmentarzu cholerycznym.
- Podobno wyżłobienia w kamiennych kropielnicach z XIV wieku znajdujące się w kościele parafialnym w Straszewie powstały w wyniku ocierania mieczami rycerstwa polskiego wchodzącego i wychodzącego z kościoła.

## Osoby związane ze Straszewem
- Lucjan Pawłowski – Nauczyciel i kierownik Szkoły Powszechnej w Straszewie w latach 20. i 30. XX wieku. Podczas okupacji hitlerowskiej został aresztowany przez gestapo osadzony w obozie przejściowym w Świeciu. Z obozu przejściowego w Świeciu został wywieziony do obozu koncentracyjnego w Dachau, gdzie 15.07.1940 r. został zamordowany przez hitlerowców.
- Benedykt Kurowski – Nauczyciel Szkoły Powszechnej w Straszewie w latach 30. XX wieku. Podczas okupacji hitlerowskiej został aresztowany przez gestapo i przewieziony do obozu przejściowego w Świeciu. W grudniu 1939 r. został zamordowany w lesie Mniszek k. Górnej Grupy, gm. Świecie.
- Maciej Łubieński herbu Pomian (1572–1652) – arcybiskup gnieźnieński i prymas Polski, biskup poznański, biskup kujawski; Podczas powstania kozackiego w 1648 r. jako interrex kierował państwem i podpisał elekcję Jana II Kazimierza. 17 stycznia 1649 r. koronował go w katedrze wawelskiej. W latach 1631–1641 piastując godność biskupa kujawskiego buduje kościół pw. św. Marcina w Straszewie.
- Karol Marian Aleksander O’Rourke – Rosyjski hrabia, szambelan papieski, filantrop. Na początku XX wieku był właścicielem ziemskim w rodzinnym Wsielubiu koło Nowogródka. Po rewolucji bolszewickiej w 1917 r. był prześladowany przez władze komunistyczne, aresztowany przez NKWD i na wozie z gnojem przewieziony do więzienia w Nowogródku. Potem przebywał w więzieniu w Mińsku, skąd dzięki staraniom siostry biskupa Edwarda, kuzynki Karola, Amelii hr. Stanisławowej Tyszkiewiczowej z Czerwonego Dworu na Litwie u okupacyjnych władz niemieckich (Niemcy zajęli Mińsk w 1918 roku) został zwolniony. Przebywał jakiś czas w Nałęczowie, a po wojnie w Straszewie u ks. Piotra Wilniewczyca na plebanii gdzie w maju 1946 r. zmarł. Został pochowany w Aleksandrowie Kujawskim. Na jego mogile wystawił pomnik ks. Piotr Wilniewczyc, podopieczny hrabiego.
- Bronisław Sulimierski – W okresie międzywojennym właściciel ziemski – właściciel majątku w Straszewie, Członek Zarządu Towarzystwa Rolniczego Kujawskiego we Włocławku obejmującego powiaty włocławski i nieszawski, były wychowanek Gimnazjum Realnego, a potem Szkoły Realnej we Włocławku (lata pobytu w szkole 1874-1880). W roku 1892 szkoła została przeniesiona do Kalisza.
- Józef Bogatko herbu Pomian – W okresie międzywojennym właściciel ziemski, dziedzic dóbr Seroczki fundator kaplicy z grobami familijnymi na cmentarzu parafialnym w Straszewie.
- Grzegorz Józef Benedykciński – Burmistrz Grodziska Mazowieckiego. Absolwent Szkoły Podstawowej w Straszewie (rok 1970). Organizator i fundator wycieczek dla dzieci ze Straszewa.

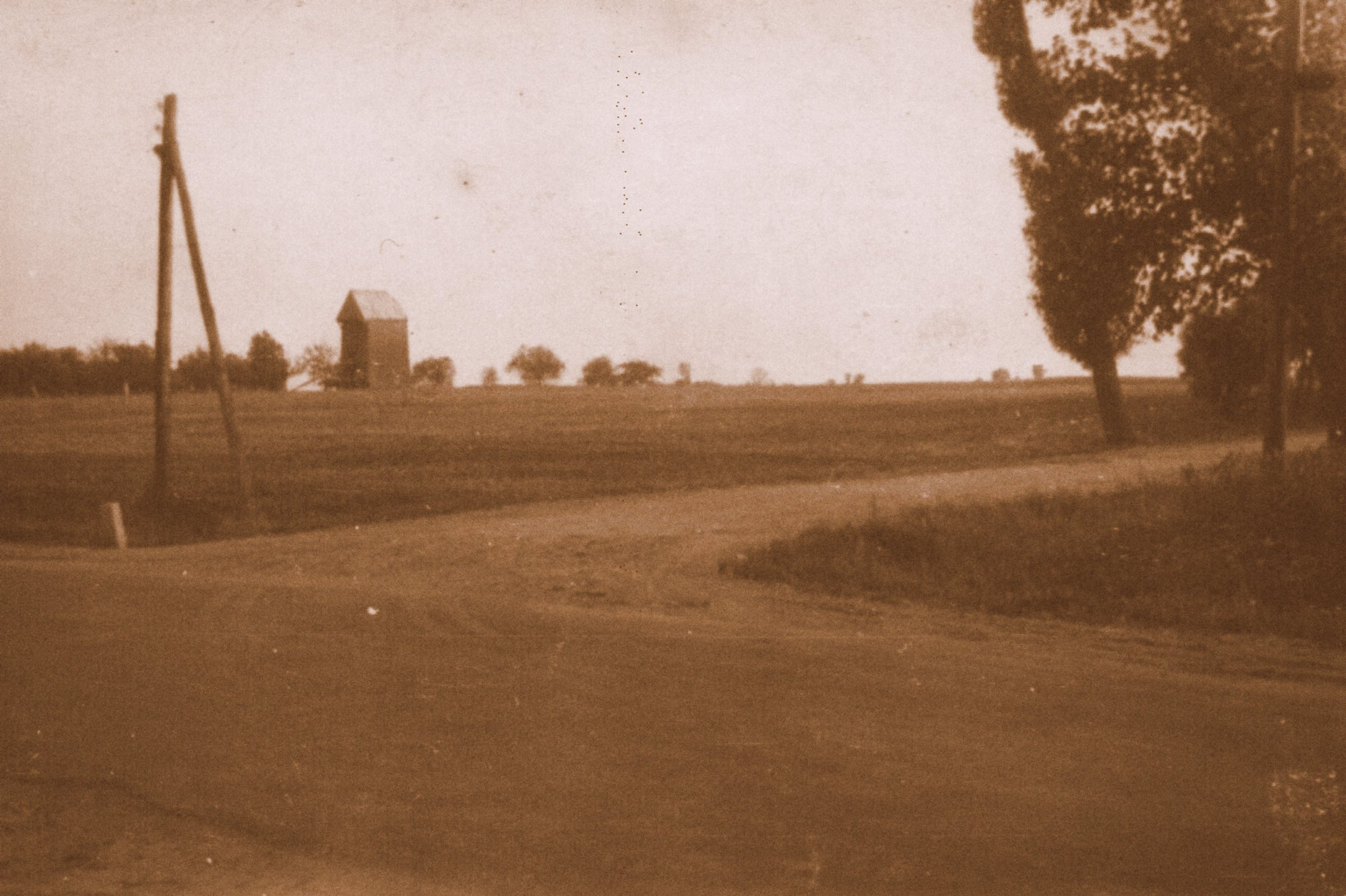
Straszewo-skrzyżowanie – drogi nr 266 z Kolonią Straszewską – widok na nieistniejący wiatrak (około 1965 r.)

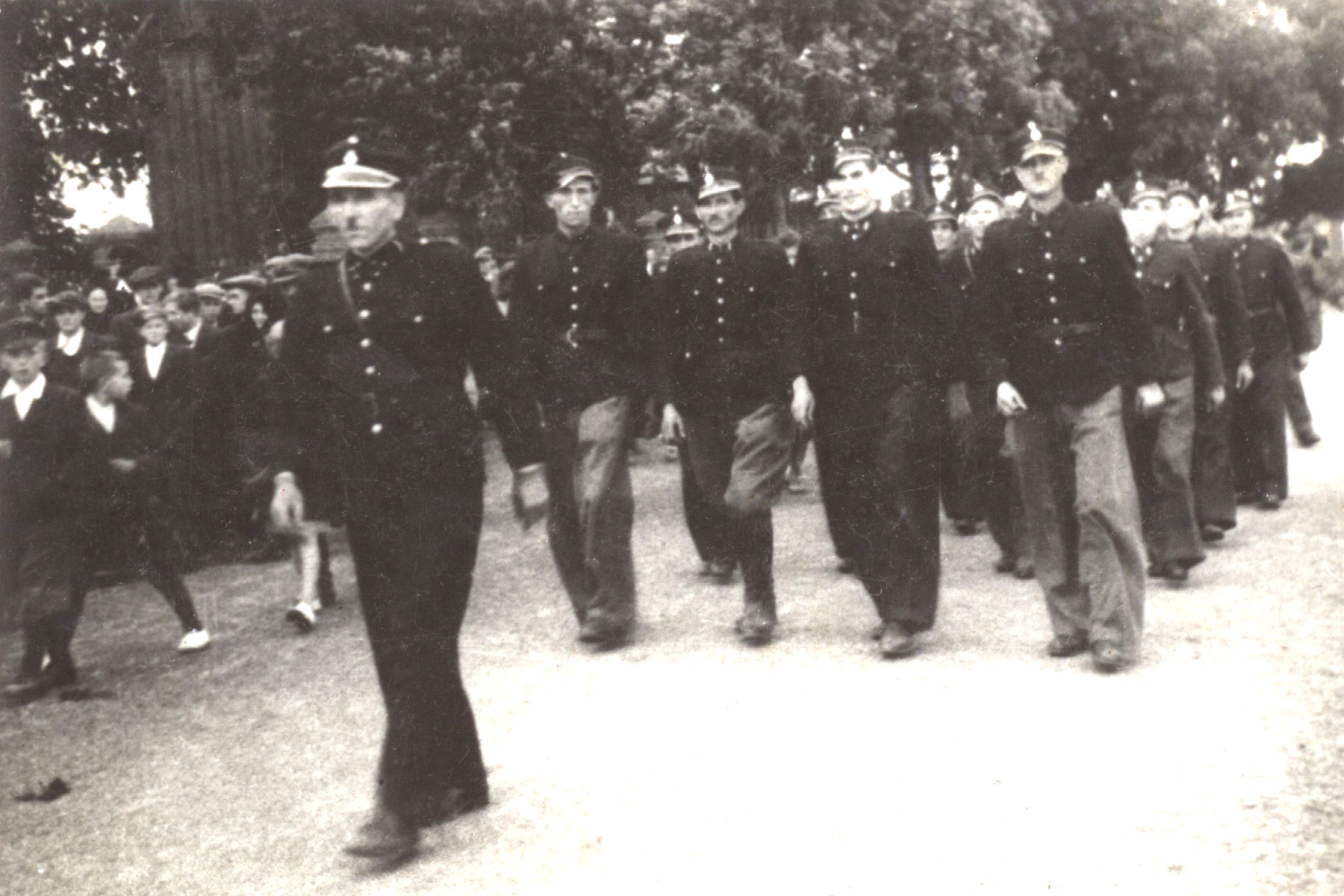
Defilada Jednostki OSP w Straszewie (rok 1949, lub początek lat 50.). Na czele defilady komendant – Edmund Kotlarz. W pierwszym szeregu, od lewej strony: Sylwester Waszak, Franciszek Kiermasz, Józef Niemczyk

## Dawna prasa i dawne publikacje
- W rękopisie zawierającym inwentarz dóbr stołowych Klucza Raciąskiego z roku 1604 na temat Straszewa zapisano między innymi: "Jest w tej wsi kościół drzewiany, poprawy potrzebuje. Pleban trzyma włóki półtory, dalej nic. Na gruncie tej wsi beł staw kiedyś, ale groblą woda zepsowała; są też i jeziorka, albo błota małe, w których dostawają ryb." Uwaga: Słowa "albo błota" zostały dopisane później tą samą ręką.
- Inny zapis w rękopisie zawierającym inwentarz dóbr stołowych Klucza Raciąskiego z roku 1604 świadczy o tym, że w Straszewie panowała epidemia: "Imiona poddanych, któreby beli i wieleby mieli bydła, tu nie są napisane dlatego, że tam nierewidowano dla powietrza, które wtenczas się beło zajęło, jednak mają się nieźle i sprzężaje słuszne.- Dłużni także."
- W rękopisie zawierającym opracowanie pod tytułem Rewizja Raciąska oprawiona przez jmx Trebnica i jmx Lipnickiego in a. 1615 na temat Straszewa zapisano między innymi: Kaczmarz beł w tej wsi i karczma, ale się obaleła; teraz piwo szynkuje poddany Jan Lysy, trzyma l włókę karczemną, z której płaci czynszu fl. 1 gr. 18. Powinien karczmę nową budować tenże poddany, bo jest zakupna, a on ma picniądze tego nieboszczyka potomków."
- Życie Włocławka i okolicy (Miesięcznik poświęcony sprawom społecznym, ekonomicznym, oświatowym i artystycznym) nr 3 z grudnia 1926. – W artykule pod tytułem Dwudziestolecie Polskiej Macierzy Szkolnej we Włocławku pisano: "Krótki był okres czasu istnienia tej instytucji, wystarczył jednak dla uruchomienia 2 Szkół elementarnych na Rakutówku i na Bularce i licznych kursów dla dorosłych analfabetów, dla utworzenia i uruchomienia bibljoteki i dla zorganizowania licznych wykładów publicznych. W kwietniu 1907 r. Okrąg Kujawski posiadał 22 koła: w Brześciu Kujawskim, Choceniu, Chodczu, Dąbiu, Józefowie, Kępinach, Kłubce, Kowalu, Kruszynie, Krzywej Górze, Lubrańcu, Przedczu, Wieńcu, Włocławku, Aleksandrowie, Bądkowie. Ciechocinku, Mąkoszynie, Nieszawie, Piotrkowie Kujawskim, Słażewie i Straszewie." Uwaga. tam gdzie w tekście jest mowa o Słażewie z pewnością chodziło o Służewo.
- Słowo Pomorskie 1926.03.14 nr 60 – W artykule pod tytułem O szkołę w Straszewie pisano: "Straszewo, pow. Nieszawski. W Straszewie od kilkudziesięciu lat istnieje szkółka powszechna z 1 nauczycielem. Za czasów zaborczych zupełnie to wystarczyło, bo mało kto dzieci do szkoły posyłał. Do szkoły tej obecnie uczęszczają dzieci ze Straszewa, Zamary, Rybna, Seroczek, Czajki i Przybranówka. Z miejscowości tych będzie dzieci w wieku szkolnym około 300, tymczasem szkoła w Straszewie pomieści zaledwie 70. W ostatnim czasie wynajęto u jednego gospodarza pokój, gdzie druga nauczycielka uczy około 30 dzieci. Zatem około 200 dzieci nie może uczęszczać na lekcje. Na propozycję kierownika szkół w Straszewie p. Pawłowskiego zaczęto się krzątać koło budowy kilkuklasowej szkoły Straszewie, któraby pomieściła wszystkie dzieci w wieku szkolnym Na zwołanym w tym celu zebraniu uchwalono, by każdy gospodarz złożył po 2 zł z morga ziemi na budowę tej szkoły, płatne w dwóch ratach…"